# Louis-Philippe Geoffrion
Louis-Philippe Geoffrion est un avocat et linguiste québécois né en 1875 à Varennes et décédé en 1942 à Québec.
Il fait ses études au Collège de L'Assomption et à l'Université Laval à Montréal.
Il est secrétaire particulier du premier ministre du Québec, Lomer Gouin de 1903 à 1912, puis greffier du Conseil législatif de la province de Québec de 1912 à 1942.

## Œuvres
- Les Bills privés à l'Assemblée législative de la province de Québec, 1914 et 1920
- Règlements annotés de l'Assemblée législative, 1915
- Zigzags autour de nos parlers 1924-1927
- Glossaire du parler français au Canada, avec Adjutor Rivard, 1930

## Honneurs
- 1926 - Prix David et prix de la langue-française de l’Académie française
- 1927 - Membre de la Société royale du Canada